# Gallatin, Tennessee
Gallatin är administrativ huvudort i Sumner County i Tennessee. Orten har fått sitt namn efter politikern Albert Gallatin. Gallatin är säte för Volunteer State Community College.

## Kända personer från Gallatin
- Huell Howser, TV-personlighet